# Новокрасавское муниципальное образование
Новокрасавское муниципальное образование — сельское поселение в Лысогорском районе Саратовской области Российской Федерации.
Административный центр — село Новая Красавка.

## История
Статус и границы сельского поселения установлены Законом Саратовской области от 29 декабря 2004 года № 118-ЗСО «О муниципальных образованиях, входящих в состав Лысогорского муниципального района».

## Население
| 2010  | 2011  | 2012  | 2013  | 2014  | 2015  | 2016  |
| ----- | ----- | ----- | ----- | ----- | ----- | ----- |
| 1364  | ↘1358 | ↘1337 | ↘1300 | ↘1285 | ↘1267 | ↘1246 |
| 2017  | 2018  | 2019  | 2020  | 2021  |       |       |
| ↘1232 | ↘1229 | ↘1184 | ↘1153 | ↘1131 |       |       |

## Состав сельского поселения
| № | Населённый пункт | Тип населённого пункта       | Население |
| - | ---------------- | ---------------------------- | --------- |
| 1 | Нагорный         | посёлок                      | 9         |
| 2 | Николаевка       | деревня                      | 4         |
| 3 | Новая Красавка   | село, административный центр | ↘710      |
| 4 | Старая Красавка  | деревня                      | 66        |
| 5 | Шереметьевка     | село                         | ↘575      |